# Полтева, Ксения Александровна
Ксе́ния Алекса́ндровна По́лтева (род. 3 марта 1981, Москва) — российская поэтесса, автор и исполнитель песен.

## Биография
Закончила музыкальную школу по классу фортепиано, английскую спецшколу при Академии Наук в Нескучном саду.
Участвовала в проекте Ю. П. Симонова-Вяземского «Умники и умницы» на «ОРТ», после чего поступила в МГИМО (У) МИД РФ на факультет «Международная информация».
Изучала французский, английский, иврит. Практику проходила в Кембридже и Сорбонне на факультете «Социальная антропология».
После окончания института поступила в аспирантуру МГИМО на кафедру философии, закончила и осталась преподавать в родном университете.
Тема диссертации по специальности «Политические институты, этнополитическая конфликтология, национальные и политические процессы и технологии» — «Архетипические основания поведенческой парадигмы в Израиле. Функциональность Торы».
Член Российского философского общества.
Занимается исследованиями в области социологии и философии.
Песней и стихами заинтересовалась в детстве.
Первую известность получила в 1995 году, когда начала писать песни и участвовать в фестивалях и выступать с концертами.

## Концерты, фестивали, конкурсы
Первый сольный концерт состоялся в театре-студии песни «Перекрёсток» Виктора Луферова в Москве в 1996 году.
Через два года, в 1998 году, стала победителем Московского межвузовского фестиваля студенческого творчества «Фестос» в номинации «Авторская песня».
В 2000 году на ХХ московском региональном конкурсе авторской песни, который являлся, одновременно, отборочным туром к международному фестивалю «Петербургский аккорд», стала лауреатом в номинации «Автор песен на собственные стихи».
Однако песня, отмеченная жюри («Ухожу со стаей журавлей…») была написана Ксенией на стихи Андрея Ширяева и должна была рассматриваться в другой номинации.
Аналогичным образом была атрибутирована и вторая песня, с которой Ксения Полтева выступала в номинации «автор песен на собственные стихи» «Подай мне руку и останься» (настоящий автор стихов Андрей Ширяев).
Михаил Шмаков утверждает что, существуют свидетельства того, что, собственноручно заполняя анкету участника конкурса и атрибутируя, в частности, песню с первой строкой «Ухожу со стаей журавлей» Ксения Полтева в графе «автор текста» указала собственные имя и фамилию.
В 2002 году специальным решением жюри Ксения Полтева была лишена звания лауреата ХХ Московского конкурса авторской песни. В списке лауреатов конкурса на сайте московского Центра авторской песни фамилии Полтевой нет.
Этот случай вызвал резонанс в среде КСП и впоследствии обсуждался в интернете несколько лет.
Одни (Борис Жуков,
А. Дулов, В. Ланцберг, В. Луферов и пр.) считали случившееся организационной ошибкой, а обсуждение ситуации, развернувшееся после того, как общественности стало известно, что лауреатом в номинации «Автор песен на собственные стихи» стал человек, использовавший в конкурсных выступлениях стихи другого автора, «аморальным» и «недостойным», другие видели со стороны Полтевой сознательный умысел и выдачу чужих стихов за свои (М. Шмаков и пр.) Это мнение подтверждается и видеозаписью выступления Ксении Полтевой на II туре XX Московского конкурса 13.03.2000 г. Третья исполненная по просьбе жюри песня также использует стихи Андрея Ширяева. По мнению члена жюри фестиваля, одного из основателей Московского КСП Игоря Каримова, «у истории давно истёк срок давности и множество новых оригинальных песен Ксении (на свои и не свои стихи) давно перевесили проблемы с историей более чем 10-летней давности».
По результатам ХХ Московского регионального конкурса авторской песни в 2000 году была приглашена в состав московской делегации на международный фестиваль «Петербургский Аккорд» в качестве автора песен на собственные стихи и стала лауреатом фестиваля в этой номинации.
Михаил Шмаков и Арина Кирова утверждают, что в конкурсных выступлениях в номинации «автор» на фестивале «Петербургский Аккорд» Ксения Полтева использовала стихи московской поэтессы Анны Комаровой. Впоследствии эти стихи были опубликованы на персональном сайте Анны Комаровой и в изданном Анной Комаровой в 2002 году сборнике «В минус третьем лице» (ISBN 5-8379-0123-X).
В то же время Ксения Полтева эти тексты под своим именем не публиковала и авторство Анны Комаровой не оспаривала.
В музыкальном архиве фестиваля «Петербургский Аккорд» долгое время присутствовало одно из конкурсных выступлений Ксении Полтевой, которое исчезло из архива между 10.02.2006 и 20.05.2006, то есть сразу после публикации в феврале 2006 года письма Арины Кировой, содержащего детальный разбор этого выступления со ссылками на публикации использованных Полтевой текстов на сайте Анны Комаровой.
Далее в 2000 году Ксения стала лауреатом Грушинского фестиваля и конкурса «Второй канал».
Начиная с 2006 года являлась почётным гостем многих Российских фестивалей АП:
«Балтийская Ухана» (Калининград),
«Новая лодка» (Волгоград),
«Юшут» (Республика Марий Эл),
«Бабье лето» (Томск),
«Ильменский фестиваль»,
а также ряда слётов в Соединённых Штатах:
KSPUS,
КСП SOUTH (Статья орг комитета о слёте),
«Странники»,
«КЗМ»
).
Участник Всемирных Слетов Бардов, Поэтов и Музыкантов в Болгарии(2006), Испании(2007), Крыму(2008).

## Песенное творчество. Сольные работы
Дебютный альбом Ксении Полтевой «Чайки Клода Моне» был записан в 1999 году в студии «Остров» (Москва) и вышел в свет в 2000 году.
Альбом состоит из песен, написанных ею на стихи А. Ахматовой, М. Цветаевой, Б. Пастернака, Л. Болдова и других поэтов.
Все песни исполнены под гитарный аккомпанемент автора. Также в альбоме представлены мелодекламации на стихи поэтов, среди которых С. Комптон в переводе А. Ширяева, J. Prevert, Druse N. Chelemer, в музыкальной обработке гитариста, композитора и аранжировщика Алексея Кравченко (победителя в номинации «Лучшее сольное музыкальное исполнение» | Международный Фестиваль Фламенко ¡Viva España! 2011).
Эти 4 композиции записаны в Театре Песни «Перекрёсток» п/у Виктора Луферова.
Дебютом Ксении Полтевой как автора песен на собственные стихи стал сингл «2/3 мира» (2002 г.).
Он был выпущен на компакт-кассетах и включал в себя три авторские композиции («2/3 мира», «Человек, отдавший себя», «Письмо в деревню»). Помимо Ксении (вокал, гитара), в записи принял участие в качестве аранжировщика и гитариста Дмитрий Земский.
Последний по времени сольный альбом Ксении Полтевой — «Плюсы и минусы» выпущен компанией «Музпром-МО» в 2007 г.
В оформлении обложки нового издания использованы материалы сессии, сделанной московским фотохудожником Виталием Степановым.
Диск полностью состоит из песен, написанных на собственные стихи. В записи принимали участие известные в жанре авторской песни музыканты и исполнители.
Аранжировки песен принадлежат Дмитрию Земскому, Евгению Быкову, Ксении Полтевой, Роману Филиппову.
В 2006—2008, работая с Романом Филлиповым как гитаристом-аккомпаниатором, Ксения создала авторскую концертную программу.
Также к целому ряду песен Ксении («Геба», «Техник Яша Муравейчик», «Графоман», «Любовь», «Рахель» и др.) сделаны инструментальные и гитарные аранжировки Алексеем Иващенко.

## Участие в совместных проектах
В 2002 г. Ксения приняла участие в записи альбома Михаила Щербакова «Once», где в одноимённой композиции ею исполнена англоязычная вокальная партия.
Её вокал звучит в альбоме «Степи среди» (2008 г.) фолк-рок-группы «Медвежий угол» (композиция «Церква», горловое пение).
В июле 2008 г. Ксения участвовала в студийных сессиях Вадима Певзнера в Москве.
В 2007—2008 гг. вместе с Павлом Фахртдиновым, Романом Филипповым, Александром Щербиной, Адрианом Крупчанским, Львом Кузнецовым, Кирой Малыгиной, Никитой Дорофеевым и Алиной Симоновой была участницей проекта Алексея Иващенко «Песни нашего века. Новое поколение».
Участвовала в проекте Георгия Васильева «Виртуальный костёр» на Грушинском фестивале 2007 года, а также проекте Босса-Новы Романа Ланкина и Алексея Иващенко (начиная с 2007).
В 2011 г. совместно с Григорием Данским записан и выпущен ЕР-альбом с одноимённым названием («ЕР», Музпром-МО).
Альбом состоит из песен, написанных в соавторстве с Данским.
В записи также принимали участие Павел Фахртдинов (вокал), Сергей Шитов (кларнет), Антон Прищепа (кларнет, флейты), Лев Кузнецов (бас-гитара), Олег Козлов (перкуссия), Павел Зябко (баян).
Звукорежиссёр записи Андрей Шепелев (при участии Олега Клишина).
ЕР («Extended Play») как формат музыкального альбома после своего почти исчезновения в эпоху винила получил новую жизнь в 2000-х благодаря indie-направлениям в современной поп-музыке.
По сути, это мини-альбом, позволяющий не только представить количественно больше композиций, чем сингл, но и достичь цельности и содержательной полноты «долгоиграющей пластинки».
Альбом Ксении Полтевой и Григория Данского — «ЕР», по формату и по названию.
Семь композиций, представленных на диске, последовательно ведут слушателя от начала к коде, от одной истории к другой, от эмоции к эмоции, постепенно ускоряясь и переходя от прозрачности звучания и лаконичности аранжировок первых песен к плотному, насыщенному звуку последних.
Сдержанное вступление, исполненное осеннего, сумеречного, почти траурного, чувства — посвящение ушедшим поэтам («Падающему листу»), сменяют откровения старого бродяги («Стилли Бом»), молитва или признание, своего рода разговор с Всевышним, непроизвольно отсылающий к «Песне песней» («Будь со мной»), кружение заблудившейся души по ночному Замоскворечью («Гиады»), рассказ девочки, влюбленной в своего старшего брата («Брат»), мистическое видение, наполненное экзотическими реалиями ацтекской Мексики («Тако»), и наконец, лихая московская песенка — стилизация под «шансон» в духе первых альбомов Данского и Ансамбля Пятый Корпус («Александровский сад»), только более нюансированная и не столь нарочитая в своем игровом посыле.
Все песни написаны Григорием Данским и Ксенией Полтевой в соавторстве, что для двух, во многом сложившихся сочинителей с узнаваемой манерой письма, явилось своего рода экспериментом, позволившим отойти от уже освоенных приемов и попробовать себя в новых амплуа.
Песни, включенные в диск, действительно отличны от тех, что характерны для сольного творчества Полтевой и Данского, и на начальной стадии работы это дало основание идее исполнения песен на диске разными людьми.
Частично идея была реализована в композициях «Тако» и «Александровский сад», в которых звучит уже не дуэт, но трио — Павел Фахртдинов, Григорий Данской, Ксения Полтева.
Также в записи альбома приняли участие Сергей Шитов (кларнет), Антон Прищепа (кларнет, флейты), Лев Кузнецов (бас-гитара), Олег Козлов (перкуссия), Павел Зябко (баян).
Запись диска произведена Андреем Шепелевым при участии Олега Клишина. Сведение — Андрей Шепелев, мастеринг — Андрей Субботин.
В оформлении обложки и буклета с текстами использованы материалы фотосессии, сделанной Виталием Степановым.
Макет обложки — Сергей Сысуев.
Диск издан компанией «Музпром-МО», дата выхода — сентябрь 2011 г.

## Поэтическое творчество
С 1998 стихи Ксении Полтевой публиковались в литературной периодике и интернет — изданиях.
В 2000 году вошла в шорт-лист независимой литературной премии «Дебют» в номинации «Поэзия».
Текст песни «Письмо в деревню» включен Д. А. Сухаревым в Антологию авторской песни.

## О песнях Ксении Полтевой
Ксения Полтева, работая в жанре авторской песни, создала очень яркий и узнаваемый образ. От трагических историй она переходит к лирическим, а от них — к озорным.
Её тексты — непростые, насыщенные метафорами и аллюзиями. Для неё характерна сложность в построении фраз — как текстовая, так и интонационная.
Песни Ксении отличает «высокая плотность информационного потока», философская и психологическая глубина, необычные образы, яркая афористичность, множество аллюзий на литературные произведения, как классические, так и современные, близкая к совершенству современная поэтическая техника, и яркие, точные рифмы.
По своему звучанию песни Ксении Полтевой напоминают, как считают ценители её творчества, французский шансон времен Эдит Пиаф.
Известны музыкальные аранжировки её песен, созданные Алексеем Иващенко, Романом Филипповым, Дмитрием Земским, Евгением Быковым, Романом Ланкиным и Татьяной Лариной, Алексеем Кравченко.
Олег Митяев о Ксении Полтевой: «Меня в таких случаях просто восторг охватывает. <…> Вот я сейчас слушаю диск: Ксения Полтева, лауреат Грушинского фестиваля. <…> Настолько умные песни! Но она тут же попадает в разряд „труднопонимаемых“. Ей приходится рассчитывать на 8 % населения. Значит, она должна либо писать конъюнктурно, либо бедствовать».

## Дискография
1. Компакт-диск «Чайки Клода Моне» (1999—2000 год)
(песни на стихи поэтов серебряного века и современных поэтов)
1. Придешь, за окнами — кисель (ст. Л. Болдова)
2. В этот воздух, дрожащий от холода (ст. В. Седова)
3. Je suis comme je suis (муз. А. Кравченко, ст. J. Prevert)
4. «О, весна» (ст. А. Блока)
5. Письмо (ст. М. Цветаевой)
6. Посвящение М. А. Булгакову (ст. А. Ахматовой)
7. London (муз. А. Кравченко, ст. Druse N. Chelemer)
8. Чайки Клода Моне (ст. Л. Болдова)
9. Попытка ревности (ст. М. Цветаевой)
10. Дуэт для голоса и ночного движения (муз. А. Кравченко, ст. С. Комптон, пер. А. Ширяева)
11. В Нескучном (ст. Л. Болдова)
12. Не привечай свою печаль (ст. Л. Болдова)
13. Чёрный вальс (ст. В. Седова)
14. Колыбельная (ст. М. Цветаевой)
15. Крик станции (ст. М. Цветаевой)
16. Pour faire le portrait d’un oiseau (муз. А. Кравченко, ст. J. Prevert)

2. Сингл «2/3 мира» (2002 год) — песни на собственные стихи
1. 2/3 мира
2. Письмо в деревню
3. Человек, отдавший себя

3. Компакт-диск «Плюсы и минусы» (2007 год) — песни на собственные стихи
1. Человек, отдавший себя
2. Мадагаскар
3. У нас не будет Рождества
4. 2/3 мира
5. От Будапешта до Бухареста
6. Замри-Умри-Воскресни
7. Как ты там без меня?
8. Письмо в деревню
9. Карта мира
10. Красивая ложь
11. Ксюшя Полтива

4. «EP» — Extended Play (совместно с Григорием Данским), EP, 2011
1. Падающему листу
2. Стилли Бом
3. Будь со мной
4. Гиады
5. Брат
6. Тако
7. Александровский сад

## Тексты песен и другие стихотворения
- Конь рыжий запоздал — замешкался, вестимо… — стихи
- Человек, отдавший себя (Голосит Синатра про свою любовь…) — песня
- Письмо в деревню (Мой старый друг! Спасаясь от тоски…) — песня
- Музыка XVII века (Приморский готический город…) — стихи
- 2/3 мира (Во славу гордого владычества…) — песня
- Общая теория времени. Фрагмент.(Неизменно нас обманывает время:) — песня
- Кончается век (Кончается век, чей оракул был глух и невнятен…) — песня
- Как ты там? (Клёна лист — жёлтый парашют…) — песня
- Карта мира (Сколько дней — а память сохранила…) — песня
- Любовь (Каким аршином ни мерьте…) — песня
- Оле Лукойе (Сколь подлунный мир собой не прекрасен…) — стихи
- У нас не будет рождества (На хлеб и сладкое вино…) — песня
- Замри-умри-воскресни (Мой май! В сиренах над Садовым…) — песня
- Мадагаскар (На краткий миг сверкнет разряд…) — песня
- Красивая ложь (Придет, растерзает и сгложет…) — песня
- От Будапешта до Бухареста (Рельсов, шпал лежащая лестница…) — песня
- Небосвод расцвел и опять зачах… — стихи
- Ксюща Полтива (Сижу, гляжу с тоской…) — песня
- …И будет день с дневною пищей… — песня
- Торжество добродетели (Скверная жена уже направилась в душ…) — песня, совместно с А.Иващенко
- Геба (Ни в одном твоем глазу сна..) — песня
- FM (Я включаю любовь…) — песня
- Я и зима (В дар от ветров…) — песня
- Горе нашему племени. Тесно нам в мире, тесно!.. — стихи, неопубликованы
- На краю летнего времени… — песня, совместно с Г.Данским
- Два старика (Два старика, глядящие вслед…) — стихи, неопубликованы
- В День рожденья (Эти солнечные пятна, эти тени…) — песня
- Брат (Ясен лик, и светел солнца золотого…) — песня, совместно с Г.Данским
- Ракель (Моя печальная любовь распустит косы от Геркулесовых столбов до Сарагосы..) — стихи
- Стрелки, семафоры, перегоны и путей неровные каракули… — стихи
- В. Луферову (Разрезая пустоту ледяным суставом, шьет зима кому фату, а кому и саван…) — стихи
- Г. Жукову (Последнее лето дрожало в траве, и время, со звоном упав, раскололось…) — стихи
- Александровский сад (Рябина алая тугими гроздьями…) — песня, совместно с Г.Данским
- Гиады (Покинув ячейки сети, сплетённой во снах Декарта…) — песня, совместно с Г.Данским
- Техник Яша Муравейчик (Если ближний вас обидел, и в душе у вас тоска…) — песня